# Rapacki-Plan

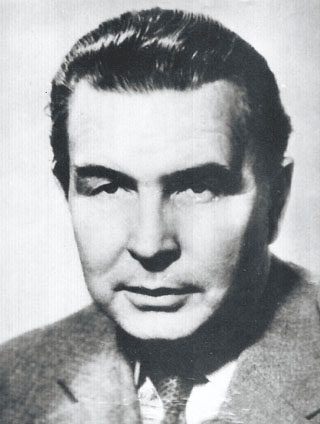
Adam Rapacki, Autor des nach ihm benannten Rapacki-Plans

Als Rapacki-Plan (sprich: Rapatz-ki) wird der vom polnischen Außenminister Adam Rapacki am 2. Oktober 1957 der UN-Vollversammlung präsentierte Plan einer begrenzten Demilitarisierung in Mitteleuropa bezeichnet. Der Vorschlag sah die Bildung einer atomwaffenfreien Zone vor, welche die Volksrepublik Polen, die Bundesrepublik Deutschland und die Deutsche Demokratische Republik umfassen sollte. Dieses Gebiet wurde später um die Tschechoslowakei erweitert.
Während der Plan bei den Staaten der Warschauer Vertragsorganisation Zustimmung fand, lehnten ihn die NATO-Staaten aus verschiedenen Gründen ab. So befürchteten die Vereinigten Staaten bei Umsetzung des Rapacki-Plans einen Verlust des Mächtegleichgewichts in Europa und auch das Vereinigte Königreich sah eine Gefährdung der Sicherheit für NATO-Staaten aufgrund der Vorherrschaft sowjetischer Streitkräfte in Osteuropa. Die Bundesrepublik sah sich zudem an der Unterzeichnung eines Vertrags mit der DDR aufgrund der Hallstein-Doktrin gehindert.
Rapacki legte in der Folgezeit mehrfach modifizierte Versionen des ursprünglichen Planes vor, scheiterte jedoch letztlich, so dass das Vorhaben nicht in die Realität umgesetzt wurde.

## Inhalt
Der Rapacki-Plan sah die Bildung einer atomwaffenfreien Zone, welche Polen, die Bundesrepublik Deutschland und die Deutsche Demokratische Republik umfassen sollte, vor. Verboten sein sollte sowohl die Produktion und Stationierung von Kernwaffen in diesen Ländern als auch der Einsatz dieser Waffen gegen sie. Zur Kontrolle der Einhaltung dieser Bestimmungen sollte ein System von Boden- und Luftraumkontrollen entwickelt werden, dessen integraler Bestandteil eine zentrale Kommission bestehend aus Mitgliedern von NATO-Staaten und Staaten des Warschauer Vertrags, sowie von bündnisfreien Staaten, sein sollte. Darüber hinaus sollten sich Frankreich, Großbritannien, die Vereinigten Staaten und die Sowjetunion verpflichten, keine Kernwaffen oder Material, das in Kernwaffen umgebaut werden könnte, in der atomwaffenfreien Zone zu stationieren, keine Kernwaffen an die Regierungen innerhalb der Zone zu liefern und keine Kernwaffen gegen die Staaten in der Zone einzusetzen.

## Geschichte

### Sowjetische Initiativen im Vorfeld des Rapacki-Plans
Im Vorfeld der polnischen Initiative zur nuklearen Abrüstung hatte es bereits mehrere erfolglose sowjetische Demilitarisierungsinitiativen gegeben. Im November 1956 hatte die Sowjetunion der 11. UN-Generalversammlung einen Abrüstungsplan vorgelegt, der unter anderem eine allgemeine Reduzierung der Ist-Stärken der Armeen der Großmächte, eine Ächtung von Kernwaffen innerhalb von zwei Jahren und eine Senkung der Rüstungsausgaben vorsah. Vom Westen wurde der Plan abgelehnt, allerdings mit dem Hinweis, dass ein begrenzterer Plan tragbar sein könnte.
Im Frühling und Sommer 1957 stellte die Sowjetunion der Abrüstungskommission der Vereinten Nationen einen weiteren Plan vor, der eine Reduzierung der Truppenstärke auf 2.500.000 Einheiten für die Sowjetunion, China und die Vereinigten Staaten und auf 750.000 für das Vereinigte Königreich und Frankreich vorsah mit zukünftigen weiteren Kürzungen. Zudem sollten die beteiligten Staaten auf den Einsatz von Nuklearwaffen verzichten und übrige Waffen nicht außerhalb ihrer Grenzen platzieren. Zukünftig sollte die Produktion atomarer Waffen vollständig beendet werden. Die Überwachung der Einhaltung dieser Vorgaben sollte durch Luftfotografie in den Gebieten Europas, wo NATO-Streitkräfte oder solche des Warschauer Pakts stationiert waren, ermöglicht werden. Auch dieser Plan jedoch konnte sich bei den westlichen Staaten nicht durchsetzen.

### Entstehung des Rapacki-Plans
In diesem Kontext wurde in Polen der Rapacki-Plan als regionales, auf drei Länder beschränktes Abrüstungsvorhaben, entwickelt.
Dafür gab es auf polnischer Seite eine Vielzahl von Beweggründen. Zum einen war seit der 1956 aufgekommenen Debatte über eine nukleare Bewaffnung der Bundeswehr in Polen Angst vor einem möglichen Bestreben der Bundesrepublik nach Wiedergewinn der Gebiete östlich der Oder-Neiße-Linie aufgekommen. Während mit der DDR ein Vertrag bestand, in dem diese Gebiete Polen zugeschrieben wurden, existierte kein vergleichbares Abkommen mit Westdeutschland. Die VR Polen hatte versucht, diplomatische Beziehungen mit der Bundesrepublik aufzunehmen, welche diese jedoch im Einklang mit der Hallstein-Doktrin ablehnte. In Warschau bestand daher ein großes Interesse an der Verhinderung einer nuklearen Bewaffnung der Bundesrepublik und man versprach sich mit weiteren Abrüstungsvorschlägen bei den westlichen Staaten mehr Erfolg, wenn sie nicht mehr von Seiten der Sowjetunion, sondern von Seiten Polens kämen. Auf diese Weise bezweckte Polen auch sein traditionell gutes Verhältnis zum Westen zu reaktivieren, ohne sich von der Sowjetunion zu lösen und eine Mittlerstellung zwischen Ost und West einzunehmen. Zudem sollte so die im Polnischen Oktober neu gewonnene Handlungsfreiheit demonstriert und mehr Freiraum von der sowjetischen Kontrolle erlangt werden.
Der Rapacki-Plan wurde erstmals im Frühling 1957 im polnischen Periodikum Świat i Polska veröffentlicht. In Moskau und Prag stieß das Vorhaben zunächst auf wenig Wohlwollen, insbesondere, da es nicht mit der Sowjetunion abgestimmt worden war. Im Juni 1957 reisten Rapacki und Władysław Gomułka nach Ostberlin, wo sie die Zustimmung Walter Ulbrichts erhielten. Den Sommer über bemühte sich Rapacki, das Einverständnis der Sowjetunion zu erhalten, was ihm letztendlich gelang. Anschließend stellte Rapacki den Plan am 2. Oktober 1957 der UN-Vollversammlung mit den Worten vor:

“In the interest of Poland’s security and detente in Europe, having agreed the initiative with other members of the Warsaw Pact, the Government of the Polish People’s Republic declares that if both German states agree to the introduction of a ban on a production and storage of nuclear weapons on their territory, the Polish People’s Republic is prepared to introduce on its territory the same ban.”

„Die Regierung der Volksrepublik Polen erklärt, im Interesse der Sicherheit Polens und der Entspannung in Europa, in Abstimmung mit anderen Mitgliedern des Warschauer Pakts, dass, wenn beide deutschen Staaten der Einführung eines Verbots der Produktion und Lagerung von Kernwaffen auf ihrem Staatsgebiet zustimmen, die Volksrepublik Polen bereit ist, denselben Bann auf ihrem Staatsgebiet einzuführen.“

### Reaktionen auf den Rapacki-Plan
Anfang 1958 versandte die polnische Regierung detailliertere Ausarbeitungen des Plans an die Regierungen der Sowjetunion, der Vereinigten Staaten, Großbritanniens, der Tschechoslowakei, der DDR, Belgiens, Dänemarks, Frankreichs, Kanadas und der Bundesrepublik. Die Reaktionen auf Rapackis Vorhaben fielen positiv auf Seiten der Warschauer-Pakt-Staaten und überwiegend negativ auf Seiten der westlichen Staaten aus.

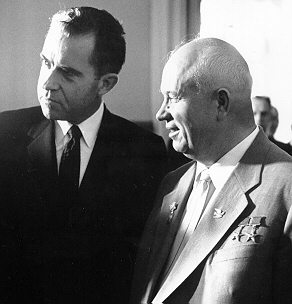
Richard Nixon, damals US-Vizepräsident und Nikita Chruschtschow (re.), 1959

Die Tschechoslowakei hatte bereits im Oktober 1957 in unmittelbarem zeitlichen Zusammenhang mit der Präsentation des Plans vor den Vereinten Nationen ihre Unterstützung des polnischen Vorhabens erklärt. Außenminister Václav David lobte den Plan als konstruktiven Schritt hin zu zukünftiger Abrüstung und fügte die Tschechoslowakei zur Liste der an der atomwaffenfreien Zone teilnehmenden Länder hinzu. Auch die DDR erklärte ihre Bereitschaft, ein auf dem polnischen Vorschlag basierendes Abkommen zu unterzeichnen.
Die Sowjetunion unterstützte den Plan Rapackis ebenfalls. In dem Vorhaben lag für sie sowohl die Möglichkeit des Prestigerückgewinns nach Niederschlagung des Ungarischen Volksaufstands als auch die Möglichkeit, die nukleare Bewaffnung der Bundesrepublik zu verhindern. Dass sie im Gegenzug die Möglichkeit verlor, Kernwaffen auf dem Boden der DDR, Polens oder der Tschechoslowakei zu stationieren, war mit den erfolgreichen Tests der Interkontinentalrakete im August 1957 nebensächlich geworden. Am 21. Dezember 1957 verabschiedete der Oberste Sowjet einen 17-Punkte-Friedensplan, der den Rapacki-Plan sowie einen Nichtangriffspakt zwischen NATO-Staaten und Staaten des Warschauer Pakts beinhaltete. Im Februar 1958 veröffentlichten die Staaten des Warschauer Pakts eine Erklärung, in der sie den Rapacki-Plan befürworteten und nach einem Besuch Rapackis in Moskau zu Gesprächen mit Andrei Andrejewitsch Gromyko veröffentlichten sie ein gemeinsames Kommuniqué zugunsten einer atomwaffenfreien Zone. Als Nikita Sergejewitsch Chruschtschow im März 1958 von der polnischen Zeitung Trybuna Ludu interviewt wurde, betonte er die engere Zusammenarbeit zwischen der polnischen und der sowjetischen Regierung seit 1956 und nannte als bestes Beispiel hierfür den Rapacki-Plan.
In den westlichen Staaten stieß das polnische Vorhaben hingegen überwiegend auf Ablehnung. Nur Kanada und Belgien betrachteten den Plan als einen guten Ausgangspunkt für einen weiteren Dialog, während die Vereinigten Staaten, Großbritannien und die Bundesrepublik das Vorhaben ablehnten.

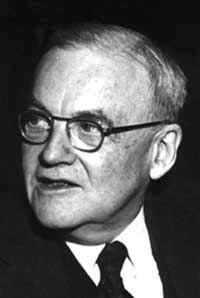
John Foster Dulles

Der US-amerikanische Außenminister John Foster Dulles hatte bereits 1957 in einem Artikel in der Zeitschrift Foreign Affairs erklärt, dass es unmöglich sei, militärische Begrenzungen zu setzen, da sie unmöglich einzuhalten wären. In einer Pressekonferenz am 10. Januar 1958 sprach sich Dulles dementsprechend gegen die atomwaffenfreie Zone aus. In einer Neutralisierung Deutschlands sah er einen Nachteil für die NATO. Bei Verabschiedung des Rapacki-Plans hätten die Amerikaner ihre Möglichkeit verloren, nukleare Kurzstreckenraketen in Westdeutschland zu positionieren um ein Gegengewicht zur sowjetischen Übermacht hinsichtlich Langstreckenraketen und konventionellen Waffen bilden zu können. Auch Präsident Dwight D. Eisenhower sprach sich gegen den Rapacki-Plan aus, da er nichts zur deutschen Wiedervereinigung enthielte.
Am 3. Mai 1958 übersandte der amerikanische Botschafter in Warschau der polnischen Regierung die offizielle Ablehnung der Vereinigten Staaten. Der Plan sei zu beschränkt um einen nuklearen Krieg zu verhindern, denn obwohl Kernwaffen aus der Zone entfernt werden sollten, seien andere Begrenzungen hinsichtlich konventioneller Waffen nötig, um Westeuropa vor der Sowjetunion zu schützen. Mit der Verabschiedung des Rapacki-Plans drohe der Verlust des Mächtegleichgewichts in Europa.
Am 19. Mai 1958 teilte das Vereinigte Königreich seine Ablehnung des Rapacki-Plans mit. Die britische Regierung sah eine Gefährdung der Sicherheit für NATO-Staaten aufgrund der Vorherrschaft sowjetischer Streitkräfte in Osteuropa. Die französische Erklärung lautete ähnlich.
Auch die Bundesrepublik sprach sich gegen den Rapacki-Plan aus. Zum einen befürwortete die Regierung Adenauer die nukleare Bewaffnung als Verteidigung gegen den Osten, was auch von der Mehrheit der deutschen Staatsbürger unterstützt wurde. Zum anderen hätte die Unterzeichnung eines Abkommens mit der DDR deren Anerkennung bedeutet. Zwar hatte Rapacki in Kenntnis der diesbezüglichen deutschen Position in Moskau die Genehmigung erhalten, von Westdeutschland einen anderen Vertrag unterzeichnen zu lassen als von der DDR, so dass von Seiten der Bundesrepublik eine gewissermaßen einseitige Einverständniserklärung ausgereicht hätte. Bundeskanzler Konrad Adenauer lehnte jedoch ab und betonte den unveränderbaren Charakter des „atheistischen Kommunismus“, in den er kein Vertrauen habe. Es könne keine Regelung zu Entwaffnung und Entspannung getroffen werden, solange die Teilung Deutschlands davon unberührt sei. Gomułka hingegen argumentierte, die Frage der Wiedervereinigung Deutschlands sei nicht aktuell, sondern vielmehr die der Bewahrung Europas vor einem nuklearen Holocaust. Rapacki warnte, dass auch in der DDR und Polen nukleare Waffen stationiert werden würden, sollte sich Westdeutschland für die atomare Bewaffnung entscheiden. Verstärkt wurde Propaganda in Richtung der Bundesrepublik eingesetzt, um die Angst vor einem atomaren Krieg zu schüren.

### Scheitern des Rapacki-Plans
Die norwegische Regierung lud Rapacki am 31. Oktober 1958 nach Oslo zu Gesprächen ein, was als stillschweigende Anerkennung des Plans gesehen wurde. Dort betonte Rapacki in einer Rede, dass die Wiedervereinigung Deutschlands eine der Bedingungen für eine völlige Normalisierung der Situation in Europa sei. In der Bundesrepublik wurde dies am 8. November 1958 zum Anlass genommen, nach der Veröffentlichung einer modifizierten Version des Rapacki-Plans am 4. November, Rapackis Beharrlichkeit und Flexibilität zu würdigen und zu erklären, der modifizierte Plan werde sorgfältig geprüft.
Das Berlin-Ultimatum, welches Chruschtschow am 27. November 1958 an die Westmächte richtete, nahm dem Rapacki-Plan dann jedoch jede weitere Aussicht auf Erfolg. Die Bundesrepublik lehnte den Plan als „kommunistisches Täuschungsmanöver“ ab.
Rapacki modifizierte den Plan in der Folgezeit noch mehrfach, unter anderem fügte er zusätzliche Bestimmungen hinsichtlich des Abbaus konventioneller Waffen nach Schaffung einer atomwaffenfreien Zone hinzu. Im Westen stieß er damit nur noch auf wenig Gehör. Schweden unterbreitete 1961 den Vorschlag, den Rapacki-Plan auszuweiten, woraufhin Gomułka eine neue Version des Rapacki-Plans mit einigen Änderungen veröffentlichte. 1964 publizierte Polen eine letzte Version des Rapacki-Plans, jedoch auch diese erfolglos.

## Bedeutung
Der Rapacki-Plan gilt als der erste entspannungspolitische Plan eines Politikers aus einem Staat des Warschauer Pakts, der im Westen eingehend diskutiert und zum Teil auch anerkannt wurde. Er war eine Diskussionsgrundlage und kein zur Unterzeichnung fertiges Abkommen. Polen als Initiator des Planes wurde jedoch überwiegend als Staatsmacht zweiter Klasse angesehen, die vernachlässigt werden konnte. Trotz seiner Schwächen wird der Plan heute zum Teil als „bemerkenswertes Unternehmen, für das seine Zeit einfach noch nicht reif war“, angesehen.